# Sesseopsis
Genre
Sesseopsis est un genre de plantes de la famille des Solanaceae.